# Октавіу Машаду
Октавіу Жоакін Коелью Машаду (порт. Octávio Joaquim Coelho Machado, нар. 6 травня 1949, Сетубал) — португальський футболіст, що грав на позиції півзахисника. По завершенні ігрової кар'єри — тренер.
Виступав, зокрема, за клуби «Віторія» (Сетубал) та «Порту», а також національну збірну Португалії.

## Клубна кар'єра
Народився в Палмелі, в окрузі Сетабул. У дорослому футболі дебютував 1968 року виступами за команду клубу «Віторія» (Сетубал), в якій провів сім сезонів, взявши участь у 146 матчах чемпіонату. Більшість часу, проведеного у складі «Віторії», був основним гравцем команди.
Своєю грою за цю команду привернув увагу представників тренерського штабу клубу «Порту», до складу якого приєднався 1975 року. Відіграв за клуб з Порту наступні п'ять сезонів своєї ігрової кар'єри. У складі цього клубу двічі став переможцем Прімейра-Ліги, незважаючи на те, що практично весь сезон 1978/79 років лікувався від травми. 
Протягом 15 сезонів у вищому дивізіоні зіграв 307 матчів і 25 голів; перебуваючи в складі «Порту», він був також залучений у внутрішній конфлікт, в результаті якого було звільнено 15 гравців разом з головним тренером Хосе Марією Педроту і спортивним директором Хорхе Нуну Пінту да Коштою.
Завершив професійну ігрову кар'єру у клубі «Віторія» (Сетубал), у складі якого вже виступав раніше. Прийшов до команди 1980 року, захищав її кольори до припинення виступів на професійному рівні у 1983 році, у віці 35 років.

## Виступи за збірну
21 листопада 1971 року дебютував у складі національної збірної Португалії в матчі кваліфікації Євро 1972 проти Бельгії (1:1). Протягом кар'єри у національній команді, яка тривала 7 років, провів у формі головної команди країни 19 матчів, забивши 1 гол.
Останній матч у футболці національної збірної зіграв 29 жовтня 1977 року в кваліфікації Чемпіонату світу 1978 року проти Польщі (1:1).

## Кар'єра тренера
Розпочав тренерську кар'єру відразу ж по завершенні кар'єри гравця, 1983 року, очоливши тренерський штаб клубу «Салгейруш». У сезоні 1984/85 років працював помічником Артура Жорже в «Порту». 
1996 року став головним тренером команди «Спортінг», тренував лісабонський клуб лише один рік.
Наразі останнім місцем тренерської роботи був клуб «Порту», головним тренером команди якого Октавіу Машаду був з 2001 по 2002 рік.

## Після відходу з футболу
Після тривалого періоду роботи в професійному футболі, Машаду почав займатися бізнесом в сільському господарстві, пізніше став політиком у своєму рідному місті Палмела.

## Досягнення

### Як гравця
- Прімейра-Ліга
  -  Чемпіон (2): 1977–78, 1978–79

- Кубок Португалії
  -  Володар (1): 1976–77
  -  Фіналіст (3): 1972–73, 1977–78, 1979–80

### Як тренера
- Суперкубок Португалії
  -  Володар (2): 1995, 2001

- Кубок Португалії
  -  Фіналіст (1): 1995–96